# Уили Диксън
Уили Диксън (на английски: Willie Dixon) е американски блус музикант, басист, композитор и певец.
Ако Мъди Уотърс е кралят, то Уили Диксън е „сивият кардинал“ на блуса. Така се стичат обстоятелствата в историята на чикагския блус, че огромната работа на Диксън, той извършва в сянка, невидимо за широката публика. Така той създава най-стойностните си произведения, включително и блус-химна „Hoochie Coochie Man“. Той участва активно в най-добрите записи на Бо Дидли, Съни Бой Уилямсон II, Литъл Уолтър, Отис Ръш, Коко Тейлър и разбира се – на стълбовете на чикагския блус – Мъди Уотърс и Хаулин Уулф.
Влиянието на Диксън се разпростира и извън пределите на блуса. „Little Red Rooster“ и „I Just Want To Make Love To You“ са в репертоара на The Rolling Stones вече 40 години. Със „Spoonful“ започва кариерата на Cream, а „I Can’t Quit You Baby“ и „You Shook Me“ служат като фундамент на хеви-блуса на Led Zeppelin.
При лична среща никой не би нарекъл Диксън незабележима личност – огромна усмивка, огромна плешивина, огромен ръст – близо два метра. Нормалната китара в неговите ръце изглеждала като детска играчка. Диксън бил принуден да се захване с контрабаса само, за да не изглежда смешен на сцената.

## Биография
Уилиям Джеймс Диксън е роден на 1 юли 1915 г. във Виксбърг, Мисисипи в многодетно семейство. Свиква от най-ранно детство на тежък физически труд по плантациите.
„Моят старец през цялото време пееше блус. Той толкова ми говореше за всичко около и за блуса, че ме увлече по тази музика от най-ранно детство.“ – пише Диксън в своята автобиография „Аз съм блусът“. Израства в нищета. Бащата е нещо като полу-бандит, който никъде не отива без двата си револвера. „Случвало ни се е в училище да се задяваме с някое момиче. Баща ми пристигаше и се обръщаше към нас – Какво искате от нея? Не се закачайте – тя ви е полусестра.“, спомня си братът на Уили Диксън.
Силно е повлиян от майката Дейзи, която има навика да говори в рими. Малкият Уили ще се научи да прави същото, което по-късно ще му помогне много в писането на текстове за блус-хитовете си.
Светлите спомени от детството и юношеството на Диксън са свързани с музиката. Той участва в църковни хорове и малки вокални групи, които съпровождат пътуващи проповедници. Такъв вокален госпъл квартет е Union Jubilee, който дори има своя радио-програма.
Първото истинско музикално влияние, получава на 7-годишна възраст, когато бяга от училище, за да слуша групата на пианиста Литъл Брадър Монтгомъри (Little Brother Montgomery).
На 17 години напуска Виксбърг и се премества в Чикаго, за да стане боксьор. Една година по-късно е обявен за шампион по бокс – полутежка категория за аматьори на щата Илинойс. Въпреки ранния успех (за кратко дори е спаринг-партньор на великия Джо Луис), Диксън изиграва само четири двубоя като професионален боксьор, поради възникнали финансови разногласия с менажера му.
Той се отказва от бокса и започва музикалната си кариера през 1940 г., сформирайки групата Five Breezes с Ленърд „Бейби Дуу“ Кастън (Leonard „Baby Doo“ Caston). Те записват няколко песни до 1941 г., но същата година Уили е арестуван на сцената, по средата на концерт, тъй като отказва да получи повиквателните си за армията на САЩ. Този арест е направен с назидателна цел, но Диксън не се предава лесно. За този период той си спомня: „Мен ме съдиха и аз им казах, че не чувствам за свой дълг да отида на война, тъй като условията, в които живее моят народ ни прави не граждани, а субекти. На няколко съдебни заседания аз повтарях – „Защо да работя за или да защитавам този, който убива моя народ?“ След като ме бяха поставили в такива условия на живот, за какъв дявол да умирам за тях? Десет месеца ме държаха в затвора на хляб и вода. 30 – 40 пъти ме разкарваха до съда. Аз се позовах на 14-а и 15-а поправка на Конституцията. Говориха ми, че някой ме е подучил. Но образованието си аз съм получил от улицата. Даже писаха на майка ми, колко лошо постъпвам, че не искам да ходя в армията. В крайна сметка във вестниците писаха, че са ме осъдили на 5 години и 10 000 долара глоба, но всъщност ме пуснаха на следващия ден...“ Така или иначе, военните потулват случая, за да не се вдига много шум и през 1942 г. Диксън е обявен за негоден да служи в армията.
Диксън прави нова група Four Jumps of Jive, с която свирят в Чикагските клубове и записват за „Меркюри“ (Mercury). През 1945 г. заедно с „Бейби Дуу“ Кастън и китаристът Бернардо Денис (Benardo Dennis) под името Big Three Trio изнасят редица концерти, а в свободното си време Диксън свири и с Мъди Уотърс.
Big Three Trio сключват първия си договор с „Бълет рекърдс“ (Bullet Records), а през 1947 г. с „Калъмбия Рекърдс“ (Columbia Records).
Докато свири в Big Three Trio, Уили се запознава с Фил и Ленърд Чес, двама братя, които съвсем скоро са създали „Чес Рекърдс“. След разпадането на Big Three Trio, те наемат Диксън на пълен работен ден в студиото. Голямата разлика между Диксън и другите блус-музиканти е способността му да пише, чете, композира и аранжира музика, която скоро го прави незаменим авторитет в „Чес Рекърдс“.
През 1953 Диксън прави няколко самостоятелни записа, но Ленърд Чес не е очарован от тези му опити – той иска да задържи Диксън като движеща сила в композирането, продуцирането и аранжирането на песните на изпълнителите, работещи за „Чес Рекърдс“, както и в издирването на нови таланти.
Когато братята Чес отказват да привлекат Отис Ръш, когото Диксън счита за бъдеща звезда, той ги напуска и се премества в „Кобра Рекърдс“ (Cobra Records). В периода 1957 – 59 г., там той си сътрудничи с Отис Ръш (Otis Rush), Меджик Сам (Magic Sam) и Бъди Гай (Buddy Guy). След като „Кобра Рекърдс“ фалира, той отново се завръща в „Чес Рекърдс“и остава там през по-голямата част от 60-те години.
През 60-те години Уили Диксън организира за гастроли в Европа American Folk Blues Festival, в който участват редица блус-звезди като Джон Лий Хукър (John Lee Hooker), Т-Боун Уокър(T-Bone Walker) и мн. др. По това време той сформира групата The Chicago Blues All Stars, която в различни състави съществува и в наши дни.
През 70-те години активно записва за „Оватион“ (Ovation), „Калъмбия“ и „Ямбуу“ (Yamboo), и изнася множество концерти.
През 1980 г. е вписан в Залата на слава на Блус Фондацията.
През 1987 му е извършена сърдечна операция, която сериозно възпрепятства кариерата му.
През 1989 г. Диксън публикува автобиографията си „Аз съм блусът“. Същата година той издава и последния си албум „Hidden Charms“, който е отличен с „Грами“.
Умира на 76-годишна възраст на 29 януари 1992 г. в Бърбанк, Калифорния.